# 5609-es mellékút (Magyarország)
Az 5609-es mellékút egy bő 14 kilométeres hosszúságú, négy számjegyű mellékút Baranya vármegye területén; a Pécsvárad délnyugati szomszédságában fekvő néhány kisebb községet kapcsolja össze a várossal, és egymással.

## Nyomvonala
Pécsvárad külterületén, a város központjától délnyugatra ágazik ki a 6544-es útból – a mai 6-os főút régi, még településeken átvezető szakaszából –, annak a 3+250-es kilométerszelvénye közelében. Dél felé indul, és mintegy 600 méter után keresztezi a főút jelenlegi nyomvonalát, annak 180+850-es kilométerszelvénye táján.
2,3 kilométer után éri el Szilágy határszélét, ugyanott kiágazik belőle egy számozatlan, alsóbbrendű mellékút délkeleti irányban, a még Pécsváradhoz tartozó Szilágypuszta felé. Szilágy lakott területét az út 4,8 kilométer megtétele után éri el, települési neve a központtól északra Pécsváradi utca, a déli falurészben pedig Petőfi utca. 5,5 kilométer után maga mögött hagyja a község legdélebbi házait, 6,7 kilométer után pedig a határai közül is kilép.
Berkesd területén folytatódik, e község belterületét 7,5 kilométer után éri el; a központig a Szilágyi út nevet viseli, majd ott kiágazik belőle délkelet felé az 56 118-as számú mellékút, mely a hosszan elnyúló község legdélebbi házaiig vezet. Az elágazástól az út nyugatabbi irányt vesz és Kossuth Lajos utca néven folytatódik, a belterület nyugati széléig, amit nagyjából 8,3 kilométer után ér el; kevéssel azt követően északnyugatnak fordul.
Körülbelül 9,5 kilométer után szeli át Pereked határát, e község első házait hozzávetőleg egy kilométerrel arrébb éri el, melyek közt a Fő utca nevet veszi fel. Belterületi szakasza sem sokkal hosszabb egy kilométernél, 11,5 kilométer teljesítését követően már újból külterületek között jár. 12,5 kilométer után átlépi Romonya határát, és kevéssel ezután, néhány jelentősebb irányváltást követően véget is ér, beletorkollva az 5611-es útba, néhány lépésre annak a 12. kilométerétől.
Teljes hossza, az országos közutak térképes nyilvántartását szolgáló kira.gov.hu adatbázisa szerint 14,189 kilométer.

## Települések az út mentén
- Pécsvárad
- Szilágy
- Berkesd
- Pereked
- (Romonya)